# Médéric Louis Élie Moreau de Saint-Méry
Médéric Louis Élie Moreau de Saint-Méry (Fort-Royal, 13 gennaio 1750 – Parigi, 18 gennaio 1819) è stato un giurista e politico francese, nominato nel 1802 da Napoleone Bonaparte amministratore dei ducati di Parma, Piacenza e Guastalla.

## Biografia
Nato nella colonia francese della Martinica, studiò diritto e divenne avvocato al Parlamento di Parigi; dal 1780 fu membro del Consiglio superiore di Saint-Domingue e ricevette l'incarico di studiare la legislazione coloniale francese. 
Sostenitore del processo rivoluzionario, nel 1789 venne eletto deputato per la Martinica all'Assemblea costituente, dove si distinse per le sue doti politiche.
Massone, fu membro della loggia parigina "Les Neuf Sœurs" del Grande Oriente di Francia.
Esule negli Stati Uniti d'America tra il 1792 e il 1799, dopo il suo ritorno in patria ricoprì numerose cariche sotto il governo napoleonico, tra cui quella di amministratore del ducato parmense.
Caduto in disgrazia, si ritirò dalla vita pubblica nel 1806.
Avvocato, storico, uomo d'affari, editore, Mederic Louis Elie Moreau de Saint-Mery fu il campione dell'ideologia coloniale: uomo apprezzato e stimato dalle autorità metropolitane, dimostrò nel corso della sua lunga vita una sobrietà e un'attenzione per l'obiettività che non finiscono di stupire gli storici di Saint-Domingue. La sua vasta opera documenta con rigore e con estrema precisione la vita economica e sociale di Saint-Domingue, certamente tra le fonti a stampa più significative per lo studio della società dominicana. Originario della Martinica, dove viveva con la madre, Saint-Mery compì i suoi studi giuridici a Parigi per tornare a professare come avvocato presso il Conseil superieur di Le Cap. I suoi primi studi sulla legislazione coloniale risalgono al periodo 1780/1785, quando, per conto del ministro della Marina De Castries, intraprese la raccolta di tutte le leggi concernenti le colonie caraibiche, poi pubblicata sotto il titolo di Loix et constitutions des colonies françaises de l'Amérique sous le Vent (1791). Proprio a quest'attività di giurista e storico coloniale Moreau de Saint-Mery dovette la propria fama e le proprie conoscenze altolocate che lo portarono, nel breve arco del quinquennio 1785-1790, a diventare magistrato del Conseil superieur di Le Cap, gran maestro della loggia massonica delle Neuf Soeurs, presidente degli elettori del distretto di Saint-Eustache, primo presidente degli elettori parigini. Amico di Bailly, di Lafayette, di Barnave, ottenne di essere ammesso all'Assemblea Nazionale in rappresentanza della Martinica. In questa veste Saint-Mery divenne il più strenuo difensore degli interessi coloniali, in un'attività incessante di oratore, polemista, parlamentare, che lo portò alla produzione di una quantità di discorsi, di pamphlets, di proposte di legge che testimoniano della sua energia e della sua verve politica. Se in opere marcatamente politiche, quali le Observations d'un habitant des colonies sur le memoire en faveur des gens de couleur (1789), la Memoire justificatif (1790), le Considerations présentées aux vrai amis du repos et du bonheur de la France, à l'occasion des nouveaux mouvements de quelques saidisant Amis des Noirs (1791), lo spirito polemico prevale sulla ricerca storica, nella Description topographique, phisique, civile, politique et historique de la partie française de l'ile Saint-Domingue (1797) un'analisi attenta si accompagna con una nostalgica rappresentazione del mondo coloniale, prima della grande rivolta del 1791, in un ritratto esaustivo della società dominicana. Scritta tra il 1787 e il 1789 e pubblicata a Filadelfia nel 1797, dove Saint-Mery si trasferì per sfuggire al Terrore, i due volumi della Description costituiscono il tentativo più completo e meglio riuscito di rappresentare la colonia di Saint-Domingue. Sarebbe tuttavia errato leggere e interpretare la Description solo come una ricca raccolta di informazioni e di ricerche sulla vita della colonia: l'acume politico dell'autore, il suo ruolo strategico all'interno del partito coloniale, la sua posizione di assoluto primo piano nei primi mesi della Rivoluzione, ne fanno un'opera squisitamente politica nella quale ogni osservazione, ogni dato, ogni rilevazione hanno uno scopo e un significato precisi. E infatti significativamente, Saint-Mery descrisse la colonia, nel 1797, non come si presentava in quel momento, ma come era prima del 1789 e come, secondo l'autore, avrebbe dovuto ritornare a essere se si voleva che continuasse ad esistere. Per lui Saint-Domingue era un insieme articolato, un corpo sociale in divenire e con una storia già alle spalle, una sfida meritevole di un'adeguata valorizzazione: la sua ricostruzione dettagliata, quanto ricca di considerazioni economiche e sociali, era il risultato dell'impegno politico di un autore che voleva restituire alla Francia la sua colonia più ricca. Pensata e scritta poco prima del luglio 1789, ma pubblicata dall'esilio di Philadelphia, dopo anni di lotte politiche e battaglie parlamentari a difesa del regime coloniale e schiavista, la Description di Saint-Mery appare come un prezioso contributo proposto alla classe politica francese affinché inizi a conoscere la storia vera e fortunata delle colonie francesi alle Antille: “Qualunque sia il destino che le attende, chiunque oserà buttarsi nella loro amministrazione senza sapere ciò che sono state, senza sapere che nel governo è sempre attraverso la comparazione tra il punto di partenza con il punto di arrivo che è possibile giudicare dove si può arrivare, non sarà mai preparato a farvi cessare ogni disordine e a renderle nuovamente preziose per la metropoli”.

## Opere
- Observations d'un habitant des colonies sur le memoire en faveur des gens de couleur (1789)
- Memoire justificatif (1790)
- Loix et constitutions des colonies françaises de l'Amérique sous le Vent (1791)
- Considerations présentées aux vrai amis du repos et du bonheur de la France, à l'occasion des nouveaux mouvements de quelques saidisant Amis des Noirs (1791)
- Description topographique, phisique, civile, politique et historique de la partie française de l'ile Saint-Domingue (1797)